# Pfeifferinella gugleri
Pfeifferinella gugleri is een soort in de taxonomische indeling van de Myzozoa, een stam van microscopische parasitaire dieren. Het organisme komt uit het geslacht Pfeifferinella en behoort tot de familie Eimeriidae. Pfeifferinella gugleri werd in 1985 ontdekt door Levine.